# Careproctus rhodomelas
Careproctus rhodomelas är en fiskart som beskrevs av Gilbert och Burke 1912. Careproctus rhodomelas ingår i släktet Careproctus och familjen Liparidae. Inga underarter finns listade.